# Spitzemberg
Le Spitzemberg est un modeste sommet du massif vosgien, au sud-est de l'Ormont et sur la commune de La Petite-Fosse. Sa position en bordure de la vallée de la Fave lui a donné une certaine importance stratégique à des époques très diverses.

## Géographie

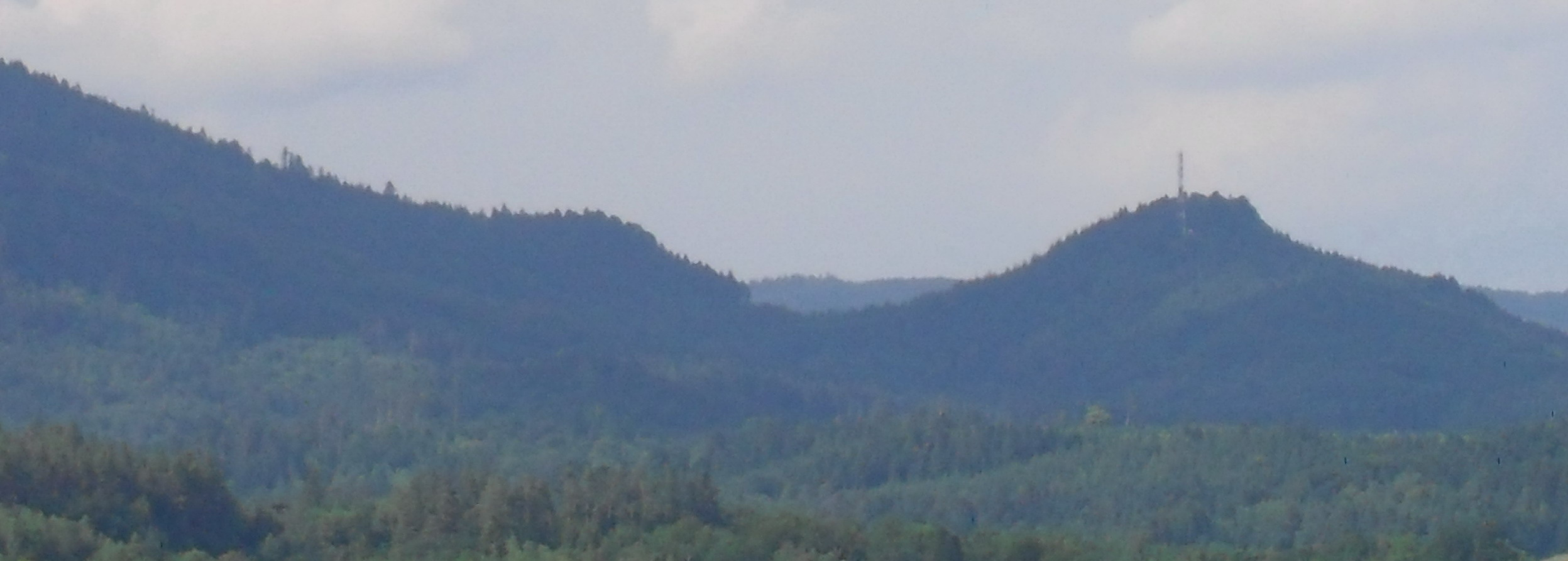
Vue du Spitzemberg à (droite) sous la pente orientale du massif de l'Ormont (à gauche).

Le Spitzemberg est un petit mont isolé, avec une forme fuselée caractéristique. Il s'agit d'une butte de grès rose du Trias qui peut être associée au proche massif de l'Ormont. Cette butte se situe juste à l'est de la Tête de Raves et des roches d'Ormont, sur le territoire communal de La Petite-Fosse. Elle culmine à 641 mètres d'altitude, dans le même écrin forestier que l'Ormont ou ses collines aujourd'hui.
Le Spitzemberg peut être aussi assimilé à une butte-témoin, configuration commune au nord de la dépression de la Fave, marquage de la faille géologique Lalaye-Lubine, telle que le Voyemont, l'Abatteux sur la commune de Saales ou le Climont sur la commune d'Urbeis.

## Histoire

### Moyen Âge
Au sommet était érigé à l'époque médiévale et moderne le château du Spitzemberg qui, même ruiné au XVIIIe siècle, est demeuré un chef-lieu de doyenné et de communauté. Ce sommet était donc le chef-lieu habité d'un ancien ban. La forteresse protégeant les habitations était, selon les conteurs, impressionnante. Il n'en subsiste plus que de vagues amas de pierres indicatrices. En ces temps, les cultures, les près rejoignaient le sommet habité et il y avait de nombreuses maisons et fermes à proximité. Il ne subsiste plus que l'auberge du Spitzemberg, en réalité à plus de 500 mètres sur une arête versant en replat de l'Ormont vers La Petite-Fosse, au-dessus du col de Spitzemberg.
Dom Calmet a proposé la simple traduction de l'allemand Spitzemberg en latin Mons acutus, ce qui donne en français Montaigu. C'est une proposition étymologique singulière, d'autant plus qu'aucune archive locale ne mentionne un Montaigu. Mais une forme hypothétique gallo-romaine spinamons au sens de mont en spin ou en fuseau peut être proposée. La forme tournoyante des chemins d'accès les plus anciens ou via ferrata pourrait corroborer cette hypothèse. 
La variante romane spiemont, attestée par l'usage, indique, par le verbe d'ancien français espier, épier les possibilités d'observation ou d'espionnage visuel remarquable sur ce promontoire. Ce lieu de hauteur refuge a sans doute été habité avant l'érection d'un castellum gaulois, puis d'un château médiéval plus colossal. Les habitants doivent être relativement nombreux et actifs pour y fonder un ban autonome au IXe siècle. Le château sous les ordres d'un châtelain accueille dès le XIVe siècle diverses institutions du duché de Lorraine, dont une capitainerie militaire qui dirige concrètement la châtellenie et prend par fonction ses prérogatives, par exemple dans le val de Liepvre. Le titre noble de châtelain semble ensuite réserver de droit au duc de Lorraine.

### Grande guerre

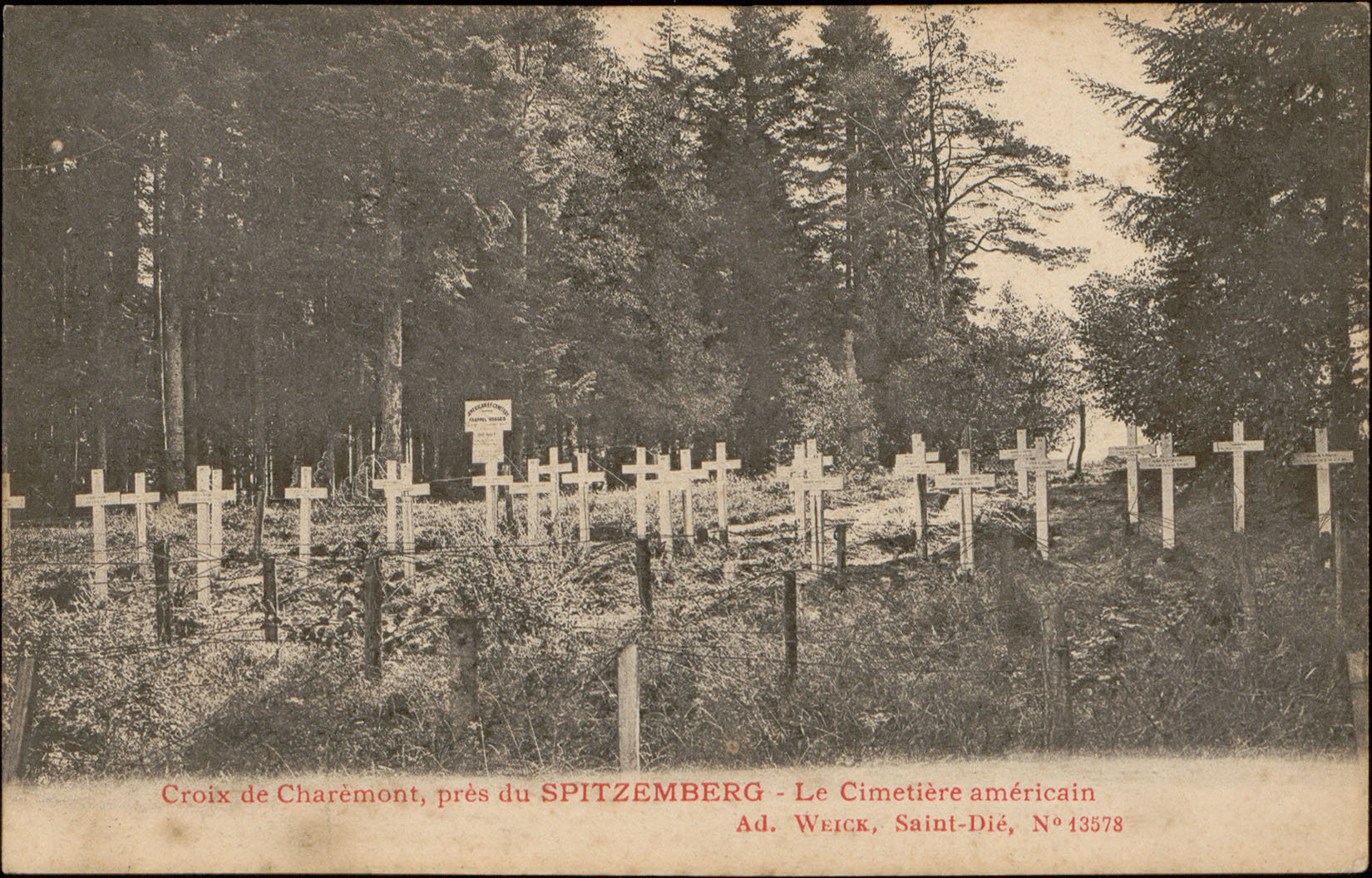
Croix de Charémont. Le cimetière américain.

Le Spitzemberg est un haut lieu de mémoire pour l'armée française, en particulier pour les fantassins du 152e Régiment d'infanterie, sous les ordres du lieutenant-colonel Goybet, qui ont arraché de haute lutte le sommet le 20 septembre 1914, ainsi que toutes les unités qui ont stationné en première ligne dans les tranchées perfectionnées de ce mont en face des troupes allemandes.
Du 17 au 20 septembre, les premier, second, troisième et cinquième bataillons de chasseurs à pied s'échinent à trouver une issue vers le Spitzemberg occupé en subissant des pertes énormes. Le jour de l'assaut sommital, à 15 heures sans aucune préparation d'artillerie, les chasseurs silencieux du premier BCP partent de Charémont et ceux du troisième BCP, soutenu par une compagnie du cinquième BCP, s'infiltrent par le col du Spitzemberg. Le sommet une fois pris au corps à corps, il faut le défendre face à une furieuse contre-attaque allemande. Les unités françaises engagées perdent huit officiers et plus de 600 hommes.
Une fois conquis, le Spitzemberg est fortifié par le 1er bataillon du 133e régiment d'infanterie, sous le commandant du chef de bataillon Charles Barberot. Les travaux sont effectués du 18 au 30 décembre 1914. Le bataillon glisse sur le sommet contigu de l'Ormont à partir du 8 janvier 1915. D'autres régiments, dont le 23e RI, occupent le secteur. Jusqu'à la fin de la guerre, la ligne de front autour du Spitzemberg reste stable, sans engagement majeur entre les deux belligérants,.
La possession proche de l'Ormont, aux hauteurs plus élevées, permettait aux troupes françaises une meilleure observation, limitant ainsi le rôle stratégique du Spitzemberg.

### Période récente
Un relais de TV est érigé cent mètres en contrebas depuis 1979. Un chemin carrossable y mène.